# Testa pozzo

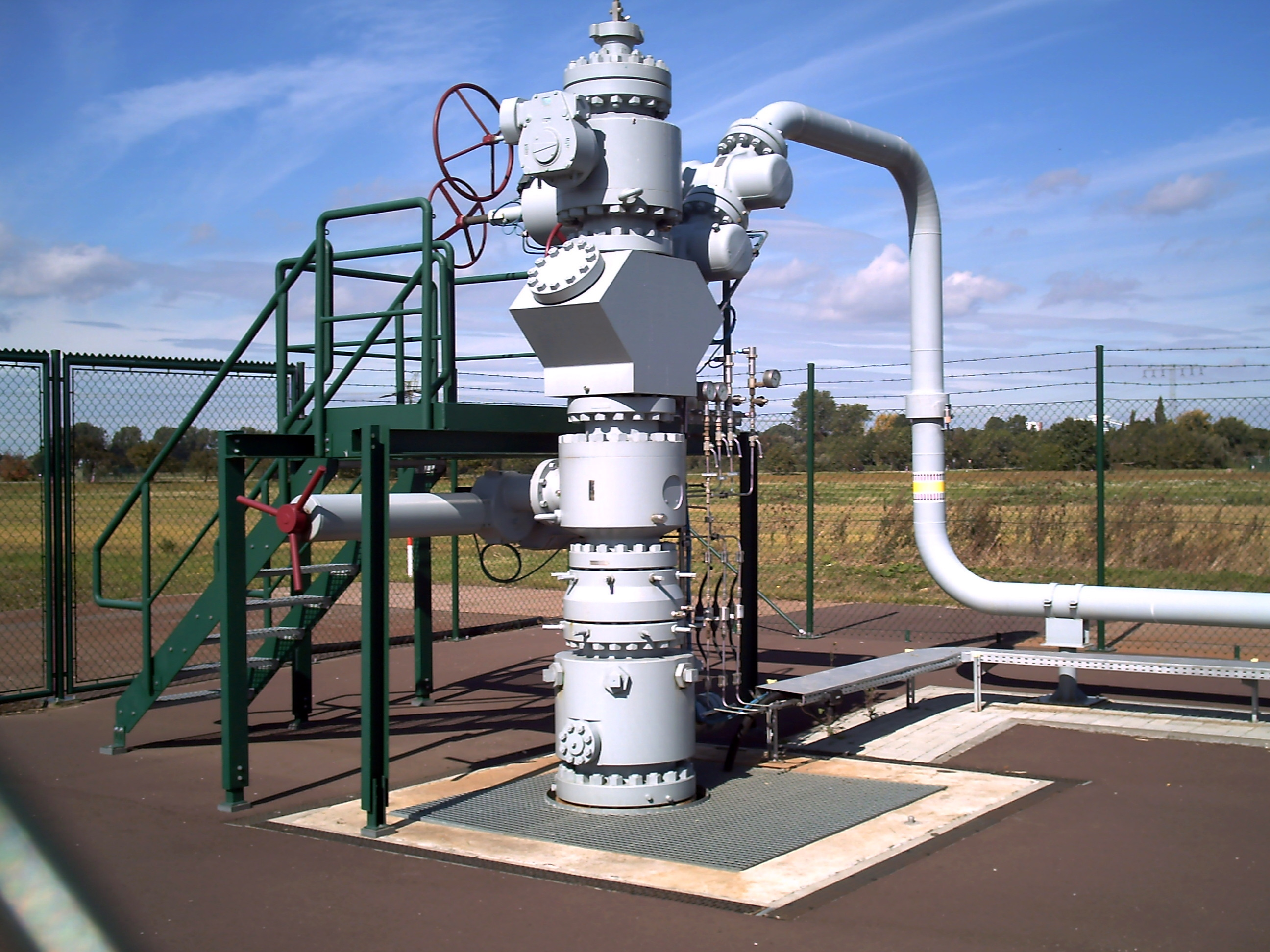
Testa pozzo di uno stoccaggio di gas a Etzel, in Germania

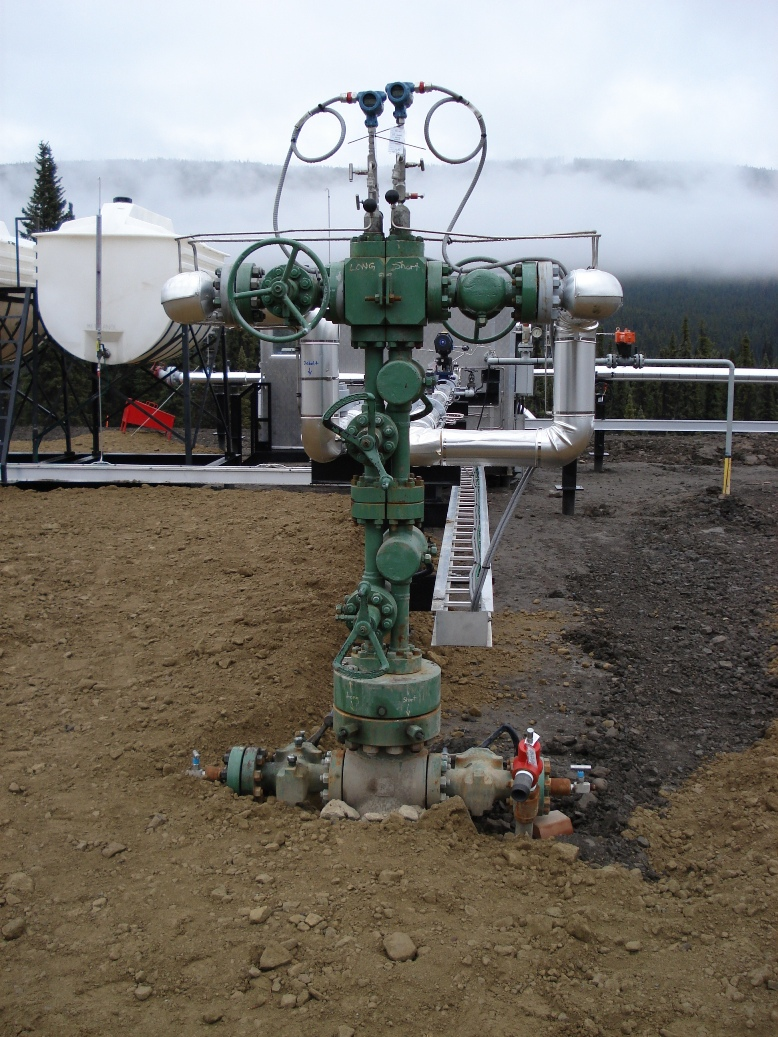
L'"Albero di Natale" di un pozzo petrolifero

Una testa pozzo è il componente di un pozzo di petrolio o di gas che si trova in superficie e che ne permette il collegamento con tubazioni e impianti.
La testa pozzo è costituita essenzialmente da una struttura in acciaio fornita di una serie di valvole azionate manualmente e automaticamente (wing e master valve), alcune delle quali servono a monitorare le intercapedini del pozzo (valvole di casing, o di colonna) mentre altre servono a intercettare il flusso di idrocarburo da e verso il giacimento (valvole di tubing).
La testa pozzo serve a garantire il punto di sospensione del pozzo dal punto di vista strutturale, nonché la tenuta e il controllo della pressione all'interno del pozzo stesso.
Durante la fase di perforazione del pozzo di petrolio e/o di gas il controllo della pressione del fluido nel pozzo è garantita da un blowout preventer (BOP) il quale deve impedire l'eruzione del pozzo. A termine perforazione il pozzo viene completato inserendo un condotto tubolare di acciaio ("casing") per canalizzare i fluidi del pozzo e in con la testa pozzo in superficie, in cima alla quale è installato un Albero di Natale con valvole di isolamento e dispositivi di strozzatura per controllare il flusso dei fluidi del pozzo durante la produzione.
Le teste pozzo sono in genere saldate sul primo tratto di "casing", che è stato cementato in sede durante le operazioni di perforazione, per formare la struttura integrale del pozzo. Nei pozzi di esplorazione che vengono successivamente abbandonati, la testa pozzo può essere recuperata per essere rinnovata e riutilizzata.
Nel settore Offshore, una testa pozzo che si trova sulla piattaforma di produzione viene chiamata testa pozzo di superficie mentre, se si trova sott'acqua, viene chiamata testa pozzo sottomarina.

## Funzioni principali di una testa pozzo
Una testa pozzo svolge numerose funzioni, tra le quali:
1. Costituisce un punto di ancoraggio del "casing". Il "casing" è il tubo permanente installato a rivestimento del foro del pozzo, con lo scopo di contenere la pressione e di prevenire il collasso del pozzo stesso durante la fase di perforazione.
2. Costituisce un punto di ancoraggio del "tubing". Il "tubing" è un tubo rimovibile installato nel pozzo attraverso il quale passano i fluidi estratti dal giacimento.
3. Costituisce un mezzo di tenuta della pressione e di isolamento delle diverse sezioni di "casing" quando queste sono presenti.
4. Costituisce un punto di accesso al pozzo.
5. È un punto di monitoraggio della pressione e di pompaggio degli "annuli" tra le diverse sezioni di "casing e "tubing".
6. È il punto in cui si può inserire un "BOP" in fase di perforazione.
7. È il punto in cui si può inserire un "albero di Natale" in fase di produzione.
8. È il punto in cui si può collegare una pompa per il pozzo.

## Componenti di una testa pozzo
I componenti principali di una testa pozzo sono i seguenti:
- la sezione della testa e delle sospensioni del "casing", che comprende "casing head", "casing spools" e "casing hangers"
- la sezione di riduzione della pressione, costituita da una serie di valvole tra cui le "choke valves"
- la sezione delle tenute di isolamento e delle prese campione
- la sezione di sospensione della linea del fango ("mudline")
- la sezione della testa e delle sospensioni del "tubing", che comprende "tubing head", "tubing hangers" e adattatori

## Standard di riferimento per la progettazione e la costruzione delle teste pozzo
Le teste pozzo vengono progettate e costruite in base ad alcuni standard del settore petrolifero, che danno indicazioni su materiali, dimensioni, procedure di test, valori di pressione, tipi di tenute ammissibili ecc. Per esempio le pressioni nominali applicabili sono 5, pari a 2.000, 3.000, 5.000, 10.000 e 15.000 psi, mentre i materiali utilizzati devono avere una resistenza a snervamento compresa tra 36.000 e 75.000 psi.
Gli standard utilizzati a livello internazionale sono i seguenti:
1. API 6A, 20ª Edizione, Ottobre 2010; "Specification for Wellhead and Christmas Tree Equipment" (Specifiche per apparecchiature per teste pozzo e alberi di Natale)
2. ISO 10423:2009; "Wellhead and Christmas Tree Equipment" (Apparecchiature per teste pozzo e alberi di Natale).